# Vulnicura Live
| Recensione | Giudizio |
| ---------- | -------- |
| AllMusic   | [ 1 ]    |

Vulnicura Live è un album dal vivo della cantautrice islandese Björk, pubblicato nel 2015.
Consiste in una raccolta di quattordici brani live, registrati durante il Vulnicura Tour, nel 2015. La versione in vinile omette la canzone All Neon Like. L'album è stato inizialmente distribuito in edizione limitata, esclusivamente presso i negozi Rough Trade negli Stati Uniti e in Regno Unito. Nel 2016 è stato ripubblicato su larga scala, ancora una volta omettendo il brano All Neon Like.

## Tracce

### Rough Trade Exclusive
CD
1. Stonemilker – 7:24 (Björk)
2. Lionsong – 6:35 (Björk)
3. History of Touches – 3:19 (Björk)
4. Black Lake – 10:45 (Björk)
5. Family – 7:50 (Björk, Arca)
6. Notget – 5:10 (Björk, Arca)
7. Come to Me – 5:17 (Björk)
8. Undo – 6:11 (Björk, Thomas Knak)
9. I See Who You Are – 3:52 (Björk, Mark Bell)
10. All Neon Like – 5:54 (Björk)
11. Quicksand – 4:05 (Björk, Spaces)
12. Wanderlust – 6:18 (Björk, Sjón)
13. Mutual Core – 4:59 (Björk)
14. Mouth Mantra – 6:29 (Björk)
15. Credits – 1:44

Vinile
1. Stonemilker – 7:24 (Björk)
2. Lionsong – 6:35 (Björk)
3. History of Touches – 3:19 (Björk)
4. Black Lake – 10:45 (Björk)
5. Family – 7:50 (Björk, Arca)
6. Notget – 5:10 (Björk, Arca)
7. Come to Me – 5:17 (Björk)
8. Undo – 6:11 (Björk, Thomas Knak)
9. I See Who You Are – 3:52 (Björk, Mark Bell)
10. Quicksand – 4:05 (Björk, Spaces)
11. Wanderlust – 6:18 (Björk, Sjón)
12. Mutual Core – 4:59 (Björk)
13. Mouth Mantra – 6:29 (Björk)

### Edizione commerciale
1. Stonemilker – 7:24 (Björk)
2. Lionsong – 6:35 (Björk)
3. History of Touches – 3:19 (Björk)
4. Black Lake – 10:45 (Björk)
5. Family – 7:50 (Björk, Arca)
6. Notget – 5:10 (Björk, Arca)
7. Undo – 6:11 (Björk, Thomas Knak)
8. Come to Me – 5:17 (Björk)
9. I See Who You Are – 3:52 (Björk, Mark Bell)
10. Wanderlust – 6:18 (Björk, Sjón)
11. Quicksand – 4:05 (Björk, Spaces)
12. Mutual Core – 4:59 (Björk)
13. Mouth Mantra – 6:29 (Björk)

## Classifiche

### Rough Trade Exclusive
| Classifica (2015) | Posizione massima |
| ----------------- | ----------------- |
| Regno Unito       | 12                |

### Edizione commerciale
| Classifica (2016)   | Posizione massima |
| ------------------- | ----------------- |
| Belgio (Vallonia)   | 180               |
| Francia             | 116               |
| Regno Unito (indie) | 27                |

## Date di pubblicazione
| Paese       | Data di pubblicazione | Formato                           |
| ----------- | --------------------- | --------------------------------- |
| Regno Unito | 6 novembre 2015       | Edizione limitata per Rough Trade |
| Stati Uniti | 6 novembre 2015       | Edizione limitata per Rough Trade |
| Mondo       | 15 luglio 2016        | Download digitale                 |